# Syagrus stratincola
Espèce
Statut de conservation UICN

 VU B1+2c : Vulnérable
Syagrus stratincola est une espèce de plantes de la famille des Arecaceae.

## Répartition
Notamment en Guyane.

## Publication originale
- Flora of Suriname 5: 170. 1965.